# برج بوش
برج بوش (انگلیسی: Bush Tower) آسمان‌خراش ۳۰ طبقه واقع در خیابان چهل و دوم منهتن، نیویورک است که در سال ۱۹۱۸ احداث شد.